# 봄을 탄다
《봄을 탄다》는 1995년 5월 19일에 방영된 MBC 베스트극장이다.

## 줄거리
올해 서른한 살의 유정은 대기업 정유회사 사장 비서로 야무지게 해내기로 평판이 나있다. 신입사원으로 들어온 영미는 일에는 관심이 없고 사내에서 똑똑한 남자를 만나 결혼하고 직장을 그만두는 게 유일한 희망이다. 유정은 그런 영미와 자주 부딪치게 된다.

## 등장 인물
- 허윤정 : 유정 역
- 문수진 : 영미 역
- 이정규 : 지석 역
- 정한헌